# Моранбон (ансамбль)
Моранбон (кор. 모란봉악단) — северокорейский женский вокально-инструментальный ансамбль, получивший широкую известность в странах Запада и в Китае. Так как он наиболее близок к поп-культуре из всего, что существует в КНДР, предполагается, что подбором участниц коллектива занимался лично Ким Чен Ын. Суть проекта, возможно, состоит именно в осовременивании северокорейской сцены и имиджа северокорейской культуры за рубежом.

## История
Корейский ансамбль «Моранбон», состоящий только из девушек, был создан по приказу Ким Чен Ына в 2012 году вскоре после его прихода к власти. В его составе около десятка участниц, но основных звёзд пять. Создание современной поп-группы в КНДР вызвано попыткой действующего режима угодить важным социальным слоям страны: столичной элите Пхеньяна, военным, рабочим, женщинам и, в большей мере, молодёжи. Своим существованием «Моранбон» (Moranbong Band) должен был демонстрировать приемлемость некоторых модных тенденций, к примеру, мини-юбок и каблуков для женщин, а короткие стрижки участниц группы стали весьма популярны среди девушек из среднего класса в Пхеньяне. Группа довольно быстро стала считаться своеобразным культурным символом молодёжи КНДР. К тому же с помощью телевидения Моранбон стала востребованной не только в целевых элитных группах, но и среди всего населения страны. С другой стороны Моранбон — это реакция на популярность южнокорейской музыки и в частности рэпера PSY. С их появлением, группы, созданные при Ким Чен Ире, стали менее востребованными. В частности, прекратили своё существование оркестр «Unhasu Orchestra», за несколько лет до того был распущен ансамбль «Почхонбо», а «Sea of Blood Opera Company» пришла в упадок.
Первый концерт группы «Моранбон» состоялся в том же 2012 году. Их первое выступление было насыщенно самыми популярными образами и музыкой культуры Запада. К примеру, были использованы персонажи из популярных мультфильмов Диснея — Микки и Минни Маус, Винни-Пух, Белоснежка, а также популярные композиции — саундтрек к фильму «Рокки», песня Фрэнка Синатры «My Way» («Мой путь»). Остальной западный репертуар, который исполнила группа, включал венгерский народный танец «Чардаш», «Цыганские напевы» Пабло де Сарасате, оперу «Царица Савская» Шарль Гуно, старинный народный французский грациозный танец «Менуэт», «Пенелопа», «Serenade de l’Étoile» и «Дуэль» были представлены, как «популярные» композиции, а «Победа» шла под видом песни в стиле рэп, кантри представлено песней «Даллас». «Коллекция песен мировых сказок» была представлена 12 саундтреками к мультфильмам.
Второй концерт состоялся на торжествах, посвящённых Корейской войне. Репертуар стал патриотическим и ясно дал понять, что дебютный концерт был скорее исключением, чем радикальным изменением в культурной политике.
В августе 2013 году группа перестала появляться на публике, что дало повод западным и южнокорейским СМИ обвинить власти КНДР в расстреле участниц группы и ссылке в лагеря их родственников. Однако спустя 4 месяца группа вновь вышла на сцену. На сей раз вместе с Государственным заслуженным оркестром и хором. Разница в стилях была весьма заметна во время исполнения военного марша «Without a Break» ("Непрерывно") в аранжировке группы. Ритм оного произведения представителям оркестра и хора было сложно поддерживать. В первом из двух совместных концертов доминировал оркестр и хор, но уже во втором «Моранбон» вышла на первый план. Группа, существовавшая всего несколько месяцев, представила миру масштабный концерт, знаменующий её рождение. Его репертуар состоял из двух частей и включал красочные номера: лёгкие музыкальные композиции «Ариран», «Йеппыни», «Победители», «Сюита из песен сказок мира», женский вокальный квинтет «Давайте учиться», женское трио «Девушка из Нёнбёна, ткущая шёлк», струнный квартет «Нам не прожить без его заботы», зарубежные композиции «Чардаш», «Победа», «Цыганские напевы», женский секстет «Реющий алый стяг».
С 15 июля до 7 сентября 2015 года группа не выступала на публике и в прямом эфире. Ходили слухи, что её распустили, а участницы «исчезли», а место Moranbong Band займёт Chongbong Band. Однако 7 сентября в Пхеньяне группа вновь выступила с Государственным заслуженным хором теперь уже перед делегацией с Кубы, исполнив популярную северокорейскую песню 내 나라 제일로 좋아 «Лучше нет страны моей» (ошибочно — «Пхеньян самый лучший») и «Guantanamera» для кубинских гостей, что развеяло все сомнения по поводу судьбы ансамбля.
Осенью 2015 года один из концертов группы посетили Ким Чен Ын с супругой. Ранее, когда на 70-летие Трудовой Партии Кореи выступал ансамбль "Чхонбон", участницы ансамбля " Моранбон" сидели в зрительном зале и смотрели концерт рядом с Ким Чен Ыном и его женой. Лидер КНДР хвалил девушек и сфотографировался с ними.
В декабре 2015 года Ким Чен Ын направил Моранбон для проведения нескольких концертов, которые должны были бы улучшить отношения между Китаем и КНДР. Это было первое турне группы за пределами страны. Однако всего за несколько часов до первого выступления ансамбль покинул Пекин, вылетев ближайшим рейсом до Пхеньяна. Китайское информационное агентство «Синьхуа» заявило, что все выступления группы  отменены из-за недоразумений на высшем уровне.
В январе 2018 года лидер группы Хён Сон Воль посетила Южную Корею в составе делегации КНДР, которая вела переговоры с Республикой Корея о выходе на церемонию открытия Зимних Олимпийских игр 2018 года под флагом объединённой Кореи.
В связи с созданием оркестра «Самчжиён» ансамбль «Моранбон» стал менее востребован. Роль участниц значительно уменьшилась. Они выступали только на новогоднюю ночь с 2018 на 2019 и с 2019 на 2020, после чего ансамбль совсем прекратил своё существование. Некоторые участники группы перевелись в оркестр «Самчжиён».

## Особенности группы
В отличие от других северокорейских групп, Moranbong Band состоит исключительно из женщин. А от южнокорейских ансамблей эту группу отличает то, что музыку её участницы исполняют на собственных инструментах, причём музыкальные способности девушек совершенны. Здесь как раз и кроется особенность музыкального образования в КНДР — любое исполнение должно быть точным и идеальным. Учитывая, что коллектив «Моранбон» довольно большой, сие дало группе возможность не только играть музыку в разных стилях, но и исполнять довольно сложные с технической точки зрения композиции. А изменения в составе Moranbong Band никак не влияют на её стиль, ведь выбор девушек осуществляется исходя из их техники владения инструментами, а не художественных способностей. Участницы также имеют воинские звания и часто появляются на публике в форме и со знаками различия. «Моранбон» принимает участие в традиционных новогодних концертах в Пхеньяне, транслирующихся по Корейскому центральному телевидению. Некоторые участницы группы «Ванъджэсан» перешли в «Моранбон».

## Стиль и тематика песен
«Моранбон» играет музыку на стыке рока и попа, которую официально описывают как симфоническую. Тексты песен одобрены партией, преобладающая тематика — патриотическая, военная и о любви к Лидеру.

## Состав
Инструменталистки:
- Сон-у Хян Хи (кор. 선우향희) — скрипка, лидер группы (пришла из ансамблей «Samjiyeon Band», и Мансудэ).
- Хон Су Гён (кор. 홍수경) — скрипка.
- Ча Ён-ми (кор. 차영미) — скрипка (пришла из группы «Ванъджэсан»).
- Ю Ын-Джон ( кор. 유은정) — виолончель.
- Ли Хи Гён (кор. 리희경) — клавишные.
- Ким Ён Ми (кор. 김영미) — клавишные.
- Чхве Чжон Им (кор. 최정임) — саксофон.
- Ким Чон Ми (кор. 김정미) — пианино.
- Хан Сун-Юнг (кор. 한순정) — ударные.
- Кан Рён Хи (красавица) (кор. 강령희) — гитара.
- Чон Хе Рён (кор. 전혜련) — бас-гитара.

Вокалистки:
- Ким Ю Гён (кор. 김유경)
- Ким Солми (кор. 김설미)
- Рю Джин-а (кор. 류진아)
- Пак Ми Гён (кор. 박미경)
- Чон Су Хян (кор. 정수향)
- Пак Сон Хян (кор. 박선향)

Новые певицы:
- Ра Ю-ми (кор. 라유미)
- Ри Су Гён (кор. 리수경)
- Ри Мён Хи (кор. 리명희)

## Концерты
- 2013—A New Year Performance 《Following the Party to the End》
- 2014—Congratulating Participants of the 9th National Meeting of Artistes

## Интересные факты
- Изменения в откровенности, открытости и вестернизированности нарядов девушек ансамбля «Моранбон» служат своеобразным индикатором меняющихся норм приличия в северокорейском обществе[5].[нет в источнике]
- По мере роста популярности группы в Южной Корее ужесточалась цензура ко всему северокорейскому.[значимость факта?]